# Hram Svetog Aleksandra Nevskog u Sofiji
Hram-spomenik Svetog Aleksandra Nevskog (bug. Храм-паметник „Свети Александър Невски“) je patrijaršijska katedrala Bugarske pravoslavne crkve u Sofiji. Izgrađena je 1908. godine i posvećena sv. Aleksandru Nevskom i ruskim vojnicima, poginulima u Rusko-turskom ratu 1877. – 1878., nakon kojeg je Bugarska dobila državnost od Osmanskog Carstva, ali ne i potpunu samostalnost.

## Vanjske poveznice
|  | Zajednički poslužitelj ima još gradiva o temi Hram Svetog Aleksandra Nevskog u Sofiji |